# Helldivers 2
Helldivers 2 (estilizado como Helldivers II) es un videojuego de disparos cooperativo en tercera persona desarrollado por Arrowhead Game Studios y publicado por Sony Interactive Entertainment en febrero de 2024. El juego es la secuela directa de Helldivers, un top-down shooter de 2015. Fue lanzado para PlayStation 5 y Windows el 8 de febrero de 2024. Se lanzará en Xbox Series X/S el 26 de agosto de 2025. El título recibió comentarios positivos de los críticos y vendió más de 1 millón de unidades en el primer mes de su lanzamiento.

## Jugabilidad
A diferencia de Helldivers, que es un top-down shooter, Helldivers 2 es un videojuegos de disparos en tercera persona. Al igual que en el primero, los jugadores pueden seleccionar estratagemas, lanzamientos aéreos que los jugadores pueden llamar durante las misiones, que incluyen bombas de racimo, armas centinela, generadores de escudos o cápsulas de suministros que contienen armamento especial de uso limitado. El fuego amigo siempre está encendido y su sistema de armadura está inspirado en armas de fuego reales disparadas contra objetivos blindados. El 6 de marzo, Arrowhead anunció que se agregarían peligros planetarios a las misiones.
Si bien Helldivers presentaba un modo cooperativo de pantalla compartida, Helldivers 2 no. El juego presenta un modo multijugador cooperativo con hasta cuatro jugadores, pero no incluye una campaña dedicada para un jugador. Además, proporciona juego cruzado opcional entre PlayStation 5 y Windows. En los primeros días de lanzamiento, el juego involucraba al personal del estudio observando a los jugadores e influyendo en el juego en tiempo real.
En Helldivers 2 los jugadores seleccionan misiones del Mapa Galáctico a bordo de su nave, separadas por diferentes frentes de la Guerra Galáctica. Cada misión contiene diferentes objetivos para completar y pueden variar según el nivel de dificultad. Se pueden completar pedidos importantes y personales para obtener recompensas específicas. A medida que los jugadores ganan experiencia y progresan en los niveles, desbloquean diferentes armas y acceden a una variedad de estratagemas para usar en combate. A medida que los jugadores completan o fallan misiones, contribuyen al porcentaje colectivo de "Liberación" que se muestra en el Mapa Galáctico.
El juego presenta un pase de batalla que nunca caduca. Las recompensas desbloqueables se pueden obtener adquiriendo "medallas de bonos de guerra" por completar misiones. Los jugadores también pueden adquirir "supercréditos" durante las misiones o comprándolos mediante microtransacciones.

## Trama
Helldivers 2 se desarrolla un siglo después del triunfo de "Super Tierra", una autodenominada democracia administrada, sobre los Cíborgs (Cyborgs), Termínidos (Terminids) y Los Iluminados (The Illuminate) durante los eventos del primer juego. Se descubre que, al morir, los Termínidos producen un recurso único y muy valioso, el E-710. Se establecen granjas en mundos colonizados por humanos, pero finalmente se rompe la contención, lo que libera a los insectos y provoca caos y destrucción. Al mismo tiempo, surge una nueva amenaza en la forma de Autómatas, un ejército mecánico que intenta destruir a la humanidad. El título comienza con un vídeo de reclutamiento de los Helldivers, que son tropas de choque de élite lanzadas desde la órbita para reclamar las tierras colonizadas. La narración ambiental prevalece a lo largo del juego, con varios registros, notas y mensajes de propaganda disponibles para que los jugadores los encuentren durante el juego.

## Desarrollo y lanzamiento
El 3 de diciembre de 2020, Arrowhead Game Studios reveló que se había comenzado a trabajar en un nuevo proyecto para PlayStation 5 y se confirmó que sería un shooter en tercera persona. Al igual que el primer juego, Helldivers 2 se ejecuta en el descontinuado motor Autodesk Stingray (originalmente conocido como Bitsquid). El fundador de Arrowhead Game Studios, Johan Pilestedt, confirmó en las redes sociales que "el proyecto comenzó antes de que [Stingray] fuera descontinuado", y explicó: "Nuestros ingenieros locos tuvieron que hacer todo, sin apoyo, para construir el juego a la par con otros motores".
A fines del año siguiente Helldivers 2 fue mencionado en una filtración de GeForce Now. El juego fue objeto de burlas en una publicación de TikTok que mostraba al administrador de redes sociales de Arrowhead comenzando su jornada laboral, seguido de una serie de publicaciones de fanáticos exigiéndoles que lancen el juego. El 18 de agosto de 2022 se filtró en Twitter un clip de 12 segundos del juego que luego se eliminó.
El 24 de mayo de 2023, Helldivers 2 se anunció durante el PlayStation Showcase de 2023, con un lanzamiento programado para algún momento de 2023. El 6 de julio de 2023, se lanzó un avance que muestra el juego.y el 30 de julio de ese mes recibió una calificación M de la Entertainment Software Rating Board por "sangre y sangre" y "violencia intensa". El 14 de septiembre se mostró el juego en un evento State of Play de PlayStation y se anunció que se lanzaría el 8 de febrero de 2024. Los pedidos anticipados estuvieron disponibles el 22 de septiembre de 2023. Finalmente, se lanzó el 8 de febrero de 2024 en PlayStation Store y Steam. El 3 de julio de 2025, se anunció el lanzamiento del juego en las consolas Xbox Series X/S para el 26 de agosto de 2025.

## Post lanzamiento
Arrowhead Game Studios ha estado activa constantemente introduciendo nuevas funciones al juego, corrección de errores y cambios de equilibrio en respuesta a las reacciones de la base de jugadores. Además, el estudio ha mostrado repetidamente nuevas características para el juego antes de su presentación oficial a través de sus cuentas de redes sociales.

## Recepción
Helldivers 2 recibió críticas "generalmente favorables" de los críticos, según el sitio web de recopilación de reseñas Metacritic.
Aaron Bayne de Push Square llamó al juego "un asunto desenfrenado, que ofrece el mejor juego de armas de su clase" y una "experiencia verdaderamente épica y, a menudo, cinematográfica, mezclada con uno de los mejores juegos cooperativos disponibles actualmente". Sin embargo, criticó el juego por sus problemas de emparejamiento y fallas que ocurrieron al jugar.
Tras su lanzamiento, el juego generó un gran interés y experimentó una afluencia tan grande de jugadores que los servidores no lo pudieron retener. Esto provocó problemas en el servidor que afectaron al juego durante las dos primeras semanas de lanzamiento, donde muchos jugadores no pudieron iniciar sesión y jugar.  Los desarrolladores reconocieron esto rápidamente y lanzaron una solución para aliviar los problemas del servidor en la tercera semana del lanzamiento. Esto aumentó el límite de jugadores a "la friolera de 700.000 usuarios simultáneos", según Wesley Yin-Poole de IGN.
El contenido del juego de estilo propagandístico y la trama se han comparado con la película de acción de ciencia ficción de 1997 Starship Troopers; ambas son una comedia satírica protagonizada por un régimen militar. Sin embargo, el tono ha recibido algunas críticas debido a la percepción de una creciente toxicidad dentro de la comunidad del juego. El periodista Diego Nicolás Argüello declaró: "Después de realizar entrevistas con más de 60 jugadores para este artículo, está claro que la propaganda de Helldivers 2 alienta inherentemente a las personas a unirse. Pero algunos están actuando de mala fe, convirtiendo la clara sátira en un juego de roles militar demasiado serio, uno que se extiende más allá de actos como consagrar a alguien como enemigo público número uno".

### Ventas
El 11 de febrero de 2024, el director ejecutivo de Arrowhead Games, Johan Pilestedt, anunció que Helldivers 2 había vendido aproximadamente 1 millón de unidades. Helldivers 2 fue el lanzamiento más grande de cualquier juego de PlayStation Studios disponible para PC. Arrowhead afirmó que el éxito del juego superó con creces sus expectativas. Tras su éxito inicial, Arrowhead Studios anunció que tenía la intención de aumentar el tamaño de su estudio y contratar más desarrolladores para acelerar sus planes de contenido posteriores al lanzamiento. Tanto en Reino Unido como en Europa, Helldivers 2 fue el juego más vendido en febrero de 2024, mes de su lanzamiento. Para el 24 de febrero de 2024, se estimaba que el juego había vendido más de 3 millones de unidades y se había convertido en el juego más jugado en PlayStation Network, superando a Call of Duty: Warzone 2.0 y Fortnite. Para el 15 de marzo de 2024, se estimaba que Helldivers 2 había vendido 8 millones de unidades y había llegado a 450 000 jugadores simultáneos en Steam.